# Castelnuovo Cilento
Castelnuovo Cilento (Castièddë Nuòvë in dialetto cilentano) è un comune italiano di 2 837 abitanti della provincia di Salerno in Campania.

## Geografia fisica

### Territorio
- Classificazione sismica: zona 3 (sismicità bassa), Ordinanza PCM. 3274 del 20/03/2003.

### Clima
La stazione meteorologica più vicina è quella di Casal Velino. In base alla media trentennale di riferimento 1961-1990, la temperatura media del mese più freddo, gennaio, si attesta a +8,7 °C; quella del mese più caldo, agosto, è di +25,7 °C.

## Storia
Il borgo, denominato Castelnuovo nel Medioevo, apparteneva al feudo di Agnello di Senerchia, a cui fu tolto per fellonia. Fu fondato da Arnulfo, passò poi per vendita ad Antonio Carafa e da questo ai Damiani e ai Talamo Atenolfi. Dal 1811 al 1860 ha fatto parte del Circondario di Vallo della Lucania, appartenente all'omonimo distretto del Regno delle Due Sicilie.
Con l'annessione al Regno di Sardegna ha cambiato il toponimo in quello attuale e dal 1860 al 1927, durante il Regno d'Italia ha fatto parte del mandamento di Vallo della Lucania, appartenente all'omonimo circondario.

### Simboli
Lo stemma e il gonfalone del comune di Castelnuovo Cilento sono stati concessi con decreto del presidente della Repubblica del 9 gennaio 2001.
Lo stemma si può blasonare: d'oro, a tre monti all'italiana, uniti, di verde fondati in punta, cimati da una torre di due palchi, di rosso, mattonata di nero, merlata alla guelfa, cinque merli nel palco inferiore, cinque nel palco superiore, chiusa di nero, finestrata di due, una per ogni palco, dello stesso.
Il gonfalone è un drappo rettangolare di verde.

## Monumenti e luoghi d'interesse
Torre di Castelnuovo Cilento, situata in centro.
Sculture in pietra di Guerino Galzerano.

## Società

### Evoluzione demografica
Abitanti censiti

### Etnie e minoranze straniere
Al 31 dicembre 2007 a Castelnuovo Cilento risultano residenti 48 cittadini stranieri.

### Religione
La maggioranza della popolazione è di religione cristiana appartenenti principalmente alla Chiesa cattolica; il comune appartiene alla diocesi di Vallo della Lucania ed ha tre parrocchie:
- Santa Maria Maddalena
- Santa Chiara
- Sant'Antonio da Padova

L'altra confessione cristiana presente è quella Evangelica con una comunità:
- Chiesa Evangelica Pentecostale ADI[11] - Velina

## Geografia antropica

### Frazioni
Lo statuto comunale di Castelnuovo Cilento non menziona nessuna frazione. In base al 14º Censimento Generale della Popolazione e delle Abitazioni, le frazioni sono:
- Pantana: 334 abitanti 20 m s.l.m., abitato contiguo a Vallo Scalo, frazione di Casal Velino, e a Palazza, frazione di Salento;
- Velina: 860 abitanti, 12 m s.l.m..

La frazione di Pantana è essa stessa nota come parte di Vallo Scalo, tanto che è postalmente censita come Castelnuovo Vallo Stazione.

## Infrastrutture e trasporti

### Principali arterie stradali
- Strada statale 18 Tirrena Inferiore.
- Strada Regionale 267/e Innesto SP 161 (Casalvelino marina)-Innesto SR 447 (Casalvelino scalo).
- Strada Regionale 267/f Innesto SR 447 (Casalvelino scalo)-Innesto SS 18 (Vallo scalo).
- Strada Regionale 447/a Innesto SR 447 (Casalvelino scalo)-Innesto SP 161-Innesto SP 90-Innesto SP 269 (Ascea).
- Strada Provinciale 48/b Innesto SR ex SS 267-Stazione FS di Casal Velino.
- Strada Provinciale 120 Innesto SS 18-Castelnuovo Cilento.
- Strada Provinciale 433 Innesto SP 365-Palistro-Innesto SR 447.

## Amministrazione

### Sindaci
| Periodo        | Periodo        | Primo cittadino  | Partito                                              | Carica  | Note |
| -------------- | -------------- | ---------------- | ---------------------------------------------------- | ------- | ---- |
| 23 aprile 1995 | 13 giugno 2004 | Ermido Leoni     | centro-sinistra                                      | Sindaco |      |
| 13 giugno 2004 | 7 giugno 2009  | Gaspare Ridolfi  | lista civica                                         | Sindaco |      |
| 7 giugno 2009  | 26 maggio 2014 | Eros Lamaida     | lista civica di centro-sinistra                      | Sindaco |      |
| 26 maggio 2014 | 27 maggio 2019 | Eros Lamaida     | lista civica di centro-sinistra Uniti con voi si può | Sindaco |      |
| 27 maggio 2019 | 10 giugno 2024 | Eros Lamaida     | lista civica di centro-sinistra Uniti continuiamo    | Sindaco |      |
| 10 giugno 2024 | in carica      | Gianluca D'Aiuto | lista civica Visione comune                          | Sindaco |      |

### Altre informazioni amministrative
Il comune fa parte della Comunità montana Gelbison e Cervati e dell'Unione dei comuni Valle dell'Alento.
Le competenze in materia di difesa del suolo sono delegate dalla Campania all'Autorità di bacino regionale Sinistra Sele.